# Gaby van Emmerich
Gaby van Emmerich (* 27. März 1963 in Vlaardingen, Niederlande) ist eine deutsche Kinderbuchillustratorin, -autorin und Malerin.

## Leben
Gaby van Emmerich wurde in den Niederlanden geboren und verbrachte ihre Kindheit in England sowie Deutschland. Sie begann ihr Studium an der École des Beaux Arts in Paris und schloss es 1995 an der Folkwangschule für Gestaltung als Kommunikationsdesignerin ab.
Während ihres Studiums veröffentlichte sie ihre ersten Kinderbücher, Der Rote Ball und Die Kinder und der alte Baum im Neugebauer NordSüd Verlag und Thienemann-Esslinger Verlag. Nach ihrem Studium gründete sie zusammen mit Tilo Karl die vE&K Werbeagentur in Essen.
Neben Kinder- und Jugendbüchern illustriert sie auch für Unternehmen wie Citroën, Storck, Telekom, DM, IKEA, Deutsche Bahn, Sparkasse, Deutsche Post und Kneipp. Ihre Illustrationen erschienen in Magazinen und Zeitungen wie Focus-Money, Hörzu, Financial Times Deutschland oder in der Welt am Sonntag.
Im Jahr 2011 nahm sie das Studium der Farbmalerei an der Kunstakademie Bad Reichenhall bei Ingrid Floss und Jerry Zeniuk auf, 2014 als Meisterschülerin.
Sie stellte ihre Werke u. a. in Sarmede, Treviso, Lucca (Italien), Hasselt (Belgien), Bonn, München, Düsseldorf, Frankfurt, Berlin, Wuppertal, Dortmund, Mülheim an der Ruhr und Essen aus. Seit einigen Jahren ist sie Mitglied im WBK Essen, dem BBK Düsseldorf und der GEDOK in Wuppertal. Ihre Werke sind u. a. in „Internationale Kunst Heute 2016, 2017 und 2018“ beschrieben. Heute lebt und arbeitet sie als Illustratorin und Malerin in Essen.

## Auszeichnungen
- Deutsche Akademie für Kinder- und Jugendliteratur, „Der rote Ball“, 1993, Volkach.
- Deutsche Akademie für Kinder- und Jugendliteratur, „Die Kinder und der alte Baum“, 1995, Volkach.
- Prijs van de Stad Hasselt „Muizendromen“, 1998, Hasselt, Belgien.
- Deutscher Preis für Kommunikationsdesign, „Jahreskalender 1999“, Designzentrum Nordrhein-Westfalen, Essen.
- ADC-Deutschland (Art Directors Club) „Mäusertäume“, 2000, Berlin.[10]
- The European Design Annual Certificate of Excellence, „Mäusertäume“, 2000, Hove UK
- CFA Artist of the Year Award. Circle Foundation for the Arts, 2019.[11]

## Veröffentlichungen

### Bücher
- Der Rote Ball. Autor Matthias Karl. Neugebauer/NordSüd Verlag, 1993, ISBN 978-3-85195319-0.
- Die Kinder und der alte Baum. Autor Matthias Karl. Thienemann-Esslinger Verlag, 1995, ISBN 978-3-52243210-8.
- Erich und die Fahrraddiebe. Autor Christian Oelemann. Thienemann-Esslinger Verlag, 1996, ISBN 978-3-52216938-7.
- Die Dorfindianer. Autor Edgar Wüpper. Thienemann-Esslinger Verlag, 1997, ISBN 978-3-52216937-0.
- Die Insel im steinernen Fluss. Autor Joachim Friedrich. Thienemann-Esslinger Verlag 1997, ISBN 3-52217156-X.
- Mäuseträume. Arena Verlag, 1998, ISBN 978-3-40107550-1.
- Erich und der Rollergangster. Autor Christian Oelemann. Thienemann-Esslinger Verlag, 1998, ISBN 978-3-52217174-8.
- Kleiner Bär. Autor Achim Bröger. Thienemann-Esslinger Verlag, 1998, ISBN 3-522-16947-6.
- Drei Fälle für Erich. Autor Christian Oelemann. Thienemann-Esslinger Verlag, 2001, ISBN 978-352217470-1.
- Frau trifft Mann, Mann trifft Frau. Autorin Katja Reider. Herder Verlag, 2005, ISBN 978-3-45128765-7.
- Was dreht sich da? Autorin Stefanie Klinge. Haba, 2005, ISBN 3-936553-13-0.
- Merits Reise ins Schneeland. Arena Verlag, 2007, ISBN 978-3-40109072-6.
- Kölsch för et Ströppche. J. P. Bachem Verlag, 2009, ISBN 978-3761622957.
- Für dich liebes Geburtstagskind (Jungen). Autor Hans-Christian Schmidt. NordSüd Verlag, 2007, ISBN 978-3-31401565-6.
- Für dich liebes Geburtstagskind (Mädchen). Autor Hans-Christian Schmidt. NordSüd Verlag, 2007, ISBN 978-3-31401566-3.
- Fifu im Goldland. Autor Michael Martin. Friedrich Reinhardt Verlag, 2010, ISBN 978-3-72451665-1.
- Ströppche op Jöck. J. P. Bachem Verlag, 2012, ISBN 978-3761624319.
- Mein erstes Bahn Buch. J. P. Bachem Verlag, 2012, ISBN 978-3-7616-2642-9.
- Kölsch för Imis. J. P. Bachem Verlag, 2013, ISBN 978-376162766-2.
- Ströppche fiert Weihnachte. J. P. Bachem Verlag, 2014, ISBN 978-376162874-4.
- Mein 1. Arche Noah Badewannenbuch. J. P. Bachem Verlag, 2014, ISBN 978-3-76162791-4.
- Ströppche fiert Gebootsdag. J. P. Bachem Verlag, 2015, ISBN 978-3-76162908-6.
- Berlinerisch für die Allerkleensten. J. P. Bachem Verlag, 2016, ISBN 978-3-76163007-5.
- Mein 1. Kölner Zoo-Buch. J. P. Bachem Verlag, 2016, ISBN 978-3-76163050-1.
- Boarisch fürd Zwergal. J. P. Bachem Verlag, 2016, ISBN 978-3-76163008-2.
- Mein 1. Wilhelma-Buch. J. P. Bachem Verlag, 2017, ISBN 978-3-76163205-5.
- Mein 1. Hellabrunn-Buch. J. P. Bachem Verlag, 2017, ISBN 978-3-76163131-7.
- Südhessisch fär Grodde un Lauser. J. P. Bachem Verlag, 2018, ISBN 978-3-76163264-2.
- Mein 1. Hagenbeck-Buch. J. P. Bachem Verlag, 2018, ISBN 978-3-76162723-5.
- Schwäbisch fürs gloi Buddsale. J. P. Bachem Verlag, 2020, ISBN 978-3-75101243-0.